# Regnum Christi

Logo der kirchlichen Bewegung Regnum Christi

Regnum Christi (lateinisch für „Reich Christi“, Abkürzung RC) ist ein international tätiges Apostolatswerk der katholischen Kirche, das mit der Ordensgemeinschaft der Legionäre Christi eng verbunden ist und vom Generaldirektor der Legionäre Christi geleitet wird. Seit dem 15. September 2019 bilden die Laienorganisation Regnum Christi und die Kongregation der Legionäre Christi zusammen die „Regnum-Christi-Föderation“.

## Gründung und offizielle Anerkennung
Regnum Christi wurde 1959 von Marcial Maciel, dem Begründer der Legionäre Christi, ins Leben gerufen. Am 25. November 2004, also kurz vor Ende der Amtszeit von Papst Johannes Paul II., wurde es vom Heiligen Stuhl offiziell approbiert.
Das Anerkennungsdekret wurde vom Präfekten der Kongregation für die Institute des geweihten Lebens unterzeichnet, im Folgenden wurde die Arbeit des Apostolatswerkes beschrieben: „Sein Ziel ist der Aufbau des Reiches Christi unter den Menschen, durch die Heiligung seiner Mitglieder in dem Lebensstand und in dem Umfeld, in dem Gott sie berufen hat, sowie durch ein persönliches und gemeinschaftlich organisiertes apostolisches Wirken im Dienst der Kirche und ihrer Hirten. Das besondere Charisma entspricht dem der Legionäre Christi und besteht darin, das Liebesgebot des Erlösers Jesu Christi, welches er uns in seiner Menschwerdung gebracht hat, zu kennen, zu leben und zu verkünden.“

## Mitglieder und Verbreitung
Regnum Christi hat nach eigenen Angaben weltweit 22.909 Mitglieder (Stand Dezember 2020). 12.053 Mädchen und Jungen gehören der Kinder- und Jugendorganisation ECYD an. Neben den Laien gibt es auch gottgeweihte Mitglieder im Regnum Christi, deren Status als gottgeweiht sich jedoch von der Mitgliedschaft in einem anderen Institut des geweihten Lebens oder der Zuordnung zu einem Bistum herleitet; 2020 umfasste dieser Personenkreis 511 Frauen und 56 Männer.
Regnum Christi ist laut eigenen Angaben in 38 Ländern aktiv. Schwerpunkte sind Nordamerika (9 Länder), Südamerika (7 Länder) und Europa (14 Länder). Hinzu kommen drei Länder in Afrika (Äquatorialguinea, Elfenbeinküste, Südafrika), drei Länder in Asien (Israel, Philippinen, Südkorea) sowie Australien und Neuseeland.

## Aktivitäten
In Zusammenarbeit mit den Legionären Christi unterhält das Regnum Christi 40 höhere Bildungseinrichtungen wie Universitäten und 150 Schulen. Es koordiniert nach eigenen Angaben die Zusammenarbeit von 340.000 aktiven Freiwilligen, die an Sozialprogrammen, Familien- und Missionsprojekten u. v. a. arbeiten.

## Kritik
In den Vereinigten Staaten waren Regnum Christi und die Legionäre Christi in den 2000er Jahren in mehreren katholischen Bistümern verboten, unter anderem wegen ihrer aggressiven Methoden bei der Rekrutierung von Kindern und Jugendlichen.
Nach dem Tod von Marcial Maciel, dem Gründer der Legionäre Christi und des Regnum Christi, wurde bekannt, dass er sehr viele minderjährige Seminaristen sexuell missbraucht hatte. Laut einer 2019 veröffentlichten internen Untersuchung der Legionäre Christi hat Maciel mindestens 60 Kinder und Jugendliche missbraucht. Später wurden einige seiner Missbrauchsopfer selbst zu Tätern und einige von deren Opfern wiederum zu Tätern („Missbrauchsketten“). Wenn man auch diese Fälle Maciel zurechnet, war er für mehr als 60 Prozent aller bekannten Missbrauchsfälle bei den Legionären Christi direkt oder indirekt verantwortlich (111 von 175 Missbrauchsopfern laut den damaligen Zahlen). Im März 2021 veröffentlichte der Orden einen weiteren Bericht mit korrigierten Zahlen. Insgesamt seien 27 Personen (zwei Prozent aller 1380 Priester des Ordens seit dessen Gründung) des Missbrauchs beschuldigt und 170 Missbrauchsopfer bekannt geworden.

## Visitationen der Legionäre Christi und von Regnum Christi
Mit Dekret vom 10. März 2009 ordnete der Heilige Stuhl eine außerordentliche Visitation der „Legionäre Christi“ an. Fünf Bischöfe ermittelten über ein Jahr lang. Der Heilige Stuhl äußerte in einer Stellungnahme vom 1. Mai 2010 deutliche Kritik an der Kongregation der Legionäre Christi. Der Gründer Maciel habe ein Machtsystem aufgebaut, dem es entgegenzuwirken gelte. Die gewonnenen Ergebnisse der Visitation machten deutlich, dass eine Neuordnung des Ordens unumgänglich sei. Die Kongregation bedürfe der Reinigung. Entsprechend wurde dem Orden ein Delegat vorgesetzt, Kurienerzbischof Kardinal Velasio De Paolis C.S., der im Auftrag des Papstes die Gemeinschaft leiten sollte. Er wurde auf unbestimmte Zeit eingesetzt und sollte die Kongregation neu ordnen. Eine Maßnahme war das Verbot des Personenkults um den Ordensgründer Maciel. De Paolis’ Aufgabe als Delegat dauerte dreieinhalb Jahre und endete im Februar 2014.
Die Problematik betraf auch die Laienorganisation Regnum Christi. So ernannte der Papst Ricardo Blazquez als Visitator für Regnum Christi.